# Molophilus inimicus
Molophilus inimicus là một loài ruồi trong họ Limoniidae. Chúng phân bố ở miền Cổ bắc.